# خوسيه لويس كاستيلو (سياسي)
خوسيه لويس كاستيلو (بالإنجليزية: José Luis Castillo؛ بالإسبانية: José Luis Castillo) هو سياسي أمريكي وكولومبي، ولد في 19 أبريل 1968 في لاهاي في هولندا.